# Saulzoir
Saulzoir là một xã ở tỉnh Nord ở miền bắc nước Pháp. Xã này có diện tích 10,1 km², dân số năm 1999 là 1706 người. Xã nằm ở khu vực có độ cao trung bình 65,5 mét trên mực nước biển.